# Ерат (Луїзіана)
Ерат (англ. Erath) — місто (англ. town) в США, в окрузі Вермільйон штату Луїзіана. Населення — 2028 осіб (2020).

## Географія
Ерат розташований за координатами 29°57′32″ пн. ш. 92°2′15″ зх. д. / 29.95889° пн. ш. 92.03750° зх. д. (29.958787, -92.037425).  За даними Бюро перепису населення США в 2010 році місто мало площу 4,55 км², уся площа — суходіл.

## Демографія
Згідно з переписом 2010 року, у місті мешкало 2114 осіб у 840 домогосподарствах у складі 540 родин. Густота населення становила 465 осіб/км².  Було 943 помешкання (207/км²).
Расовий склад населення:
| - 88,4 % — білих - 5,0 % — азіатів - 4,7 % — чорних або афроамериканців - 0,5 % — корінних американців |

До двох чи більше рас належало 0,9 %. Частка іспаномовних становила 2,1 % від усіх жителів.
За віковим діапазоном населення розподілялося таким чином: 26,2 % — особи молодші 18 років, 58,4 % — особи у віці 18—64 років, 15,4 % — особи у віці 65 років та старші. Медіана віку мешканця становила 35,8 року. На 100 осіб жіночої статі у місті припадало 86,7 чоловіків;  на 100 жінок у віці від 18 років та старших — 85,3 чоловіків також старших 18 років.
Середній дохід на одне домашнє господарство  становив 50 077 доларів США (медіана — 36 393), а середній дохід на одну сім'ю — 62 829 доларів (медіана — 50 000). За межею бідності перебувало 17,1 % осіб, у тому числі 13,8 % дітей у віці до 18 років та 13,6 % осіб у віці 65 років та старших.
Цивільне працевлаштоване населення становило 957 осіб. Основні галузі зайнятості: освіта, охорона здоров'я та соціальна допомога — 22,5 %, сільське господарство, лісництво, риболовля — 17,3 %, роздрібна торгівля — 12,0 %, будівництво — 9,2 %.